# Bryophryne cophites
Bryophryne cophites – gatunek płaza bezogonowego z rodziny Craugastoridae. Dorasta do 2,9 cm i cechuje się brakiem większości narządów słuchu oraz wokalnych. Występuje endemicznie w południowym Peru, gdzie zasiedla formację roślinną puna oraz lasy karłowate. Cechuje się rozwojem bezpośrednim, a samice opiekują się jajami do wylęgu młodych żabek. Gatunek zagrożony (EN) w związku m.in. z niewielkim zasięgiem występowania i degradacją jego środowiska naturalnego.

## Wygląd
Niewielki gatunek płaza – samce dorastają do 2,3 cm, a samice do 2,9 cm. Pysk jest zaokrąglony. Brak błony bębenkowej i kolumienki (strzemiączka). Obszar płata skroniowego jest nabrzmiały i przypomina tym samym parotydy. Kończyny tylne krótkie, brak fałdów grzbietowo-bocznych. U samców występują modzele godowe na palcach dłoni. Brak zębów lemieszowych, a także rezonatorów. Grzbiet przyjmuje barwę od szarej do brązowej i może być cętkowany. Brzuch szary z czarnymi cętkami. Gardło jaśniejsze od brzucha, u samców ponadto przybiera pomarańczowy odcień.

## Zasięg występowania i siedlisko
Występuje w południowym Peru, w Parku Narodowym Manu, na północnych i południowych zboczach Abra Acjanaco na wysokościach bezwzględnych 3200–3800 m n.p.m. Zasięg występowania szacowany jest na 42 km². Zasiedla formację roślinną puna oraz lasy karłowate. Okazjonalnie znajdowany jest w lesie mglistym. Gatunek ten cechuje się poszatkowanym obszarem występowania – w niektórych badaniach gęstość występowania wynosiła 20 osobników/100 m², w innych natomiast nie odnotowano żadnego osobnika B. cophites.

## Rozmnażanie i rozwój

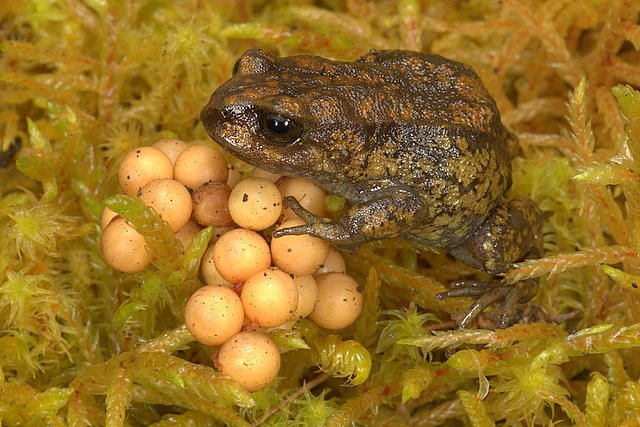
Osobnik B. cophites pilnujący jaj

W związku z brakiem głównych narządów słuchu oraz wokalnych, gatunek ten najprawdopodobniej nie nawołuje. Występuje rozwój bezpośredni. Samica składa około 20 jaj (o średnicy około 4 mm) w gnieździe stworzonym z mchu, których pilnuje aż do wyklucia się małych żabek o długości 6–7 mm.

## Status
Gatunek zagrożony (EN) w związku z niewielkim zasięgiem występowania, degradacją środowiska, a także innymi oddziaływaniami ludzkimi, jak wypas bydła i wypalanie lasów przez rolników. Gatunkowi temu nie zagraża natomiast najprawdopodobniej chytridiomikoza.